# Parastagmatoptera amazonica
Parastagmatoptera amazonica är en bönsyrseart som beskrevs av Werner 1928. Parastagmatoptera amazonica ingår i släktet Parastagmatoptera och familjen Mantidae. Inga underarter finns listade i Catalogue of Life.